# Novel
Novel – miejscowość i gmina we Francji, w regionie Owernia-Rodan-Alpy, w departamencie Górna Sabaudia.
Według danych na rok 1990 gminę zamieszkiwały 63 osoby, a gęstość zaludnienia wynosiła 6 osób/km² (wśród 2880 gmin regionu Rodan-Alpy Novel plasuje się na 1555. miejscu pod względem liczby ludności, natomiast pod względem powierzchni na miejscu 1083.).